# SR-71 (航空機)
SR-71 ブラックバード
NASAのSR-71B
- 用途：高高度戦略偵察機
- 分類：偵察機
- 設計者：クラレンス・ジョンソン
- 製造者：ロッキード社、スカンクワークス
- 運用者： アメリカ合衆国（USAF、NASA、CIA）
- 初飛行：1964年12月22日
- 生産数：41機
- 運用開始：1966年1月
- 退役：1998年（アメリカ空軍）、1999年（NASA）
- 運用状況：退役
- ユニットコスト：$34,000,000

SR-71は、ロッキード社が開発してアメリカ空軍で採用された超音速・高高度戦略偵察機である。愛称はブラックバード （Blackbird）。最高速度はマッハ3を出すことができ、有人実用ジェット機として最も速く、2025年現在に至るまで記録は更新されていない。
開発は、1950年代後半から1960年代にかけてロッキード社の「スカンクワークス」によって極秘に行われた。初飛行は1964年12月11日。1967年5月31日実戦投入。沖縄・嘉手納飛行場にも配備された。その異様な形状と夜間に出撃することから、現地では「ハブ」（Habu）と呼ばれていた。

## 概要
SR-71は1950年代に開発された偵察機A-12を改良したもの。U-2偵察機の後継として設計・開発された。高高度での亜音速巡航中に地対空ミサイルを被弾したU-2撃墜事件を受けて、高高度でM3級の超音速飛行を行うことでミサイル迎撃を回避することを目標とした。タンデム複座の前席にパイロット、後席にRSO（Reconnaissance Systems Officer、偵察システム士官）が搭乗し、高空からの写真偵察を行う。
SR-71は超高速飛行に特化した従来にない特異な外見と内部構成により高高度での超音速巡航飛行を実現したが、飛行に際しては高度な技術、敵地上空を飛行するリスクと膨大な費用を要するため、偵察衛星技術（精度）の向上により1989年の退役決定後、全機が退役した。
その後湾岸戦争において、迅速な情報収集には偵察衛星では足りなかったことや、北朝鮮による核査察拒否問題が起こったことなどからSR-71復活配備計画が持ち上がり、1995年には3機のSR-71を復活配備するための予算が計上され、1996年に新SR-71部隊を編成し1997年には即応体制完了を発表した。しかし1998年に当時のビル・クリントン大統領によって拒否権が発動され、復活配備されたSR-71は計画通りの3機が揃うことも (配備が完了したのは2機) 実際に運用されることもないまま再度退役している。同じく1998年にNASAで試験機として運用されていたSR-71も退役した。一部の機体はモスボール状態で保管されている。

### 命名
当時CIAが開発した偵察機であるA-12の潜在能力に気付いた空軍は、1962年12月その派生機開発を依頼し、ロッキードによってR-12と命名された。後にRS-71と正式に命名されるが、これはB-70からの連番によるものである。爆撃機仕様のB-70の開発段階において偵察爆撃（reconnaissance strike）機としての計画が提案され、RS-70の命名が与えられたため、本機にはその次の番号が与えられた。なお空軍はA-12の戦闘機仕様の開発を依頼し、こちらはYF-12と元となった機体と同じ番号が付与されている。
1964年7月、大統領リンドン・B・ジョンソンは空軍が開発中の最新鋭偵察機の存在を公表することになったが、偵察爆撃ではなく戦略偵察（strategic reconnaissance）の命名を好んだ空軍参謀総長カーチス・ルメイによって、この大統領発表の直前にRS-71からSR-71に命名が変更された。このエピソードは、大統領の言い間違いのせいで空軍が命名変更を指示し、2万1,000枚の図面と書類が修正され、その結果数千ドルの余計な費用がかかったなどという逸話としても広まっているが、ジョンソンの文書を精査した空軍大佐で第9戦略偵察航空団の司令官を務めたリッチ・グラハム（Rich Graham）によると、大統領演説の原稿と録音物では3箇所で正しくSR-71となっていたのに対して、報道陣に配布された発表概要ではこの部分が異なっていたために、速記官がRS-71を聞き間違い書き誤ったためにこのような逸話が生まれたと結論された。

## 性能と設計

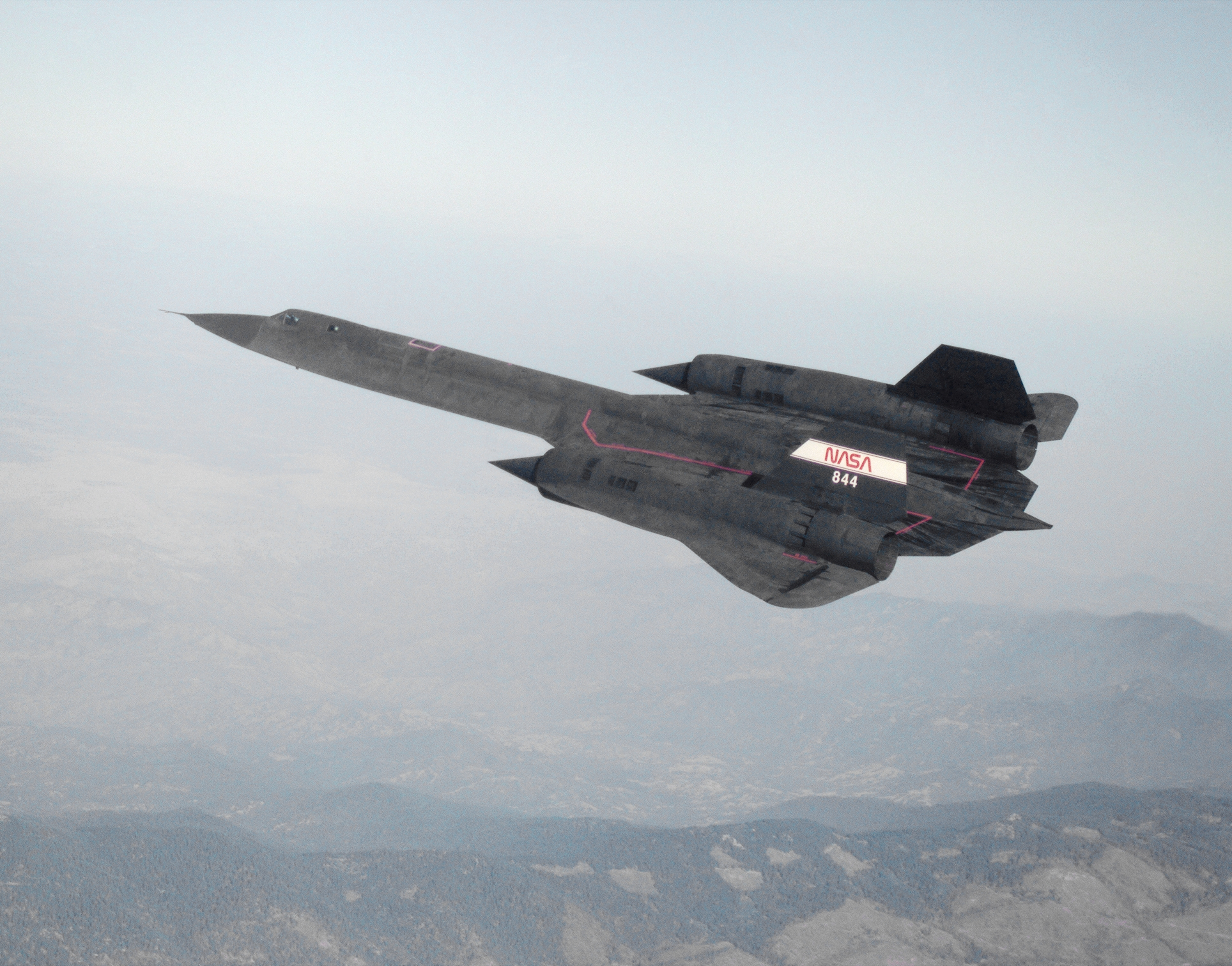
NASAのSR-71

SR-71は、1976年7月28日、第9戦略偵察連隊機により3,529.56km/h（実用高度25,929m）という実用ジェット機としての最高速度記録を出している。また、1990年にはアメリカ西海岸（ロサンゼルス）から東海岸（ワシントンDC）までを67分で飛行するという最速記録も出している。これだけの速度域では空気自体の圧縮によって生じる断熱加熱により機体表面温度は摂氏300度を超えて部分によっては摂氏700度近くに達する。こうした高熱に対する対策のために、いくつかの特異な機軸が盛り込まれている。

### 高熱対策
SR-71の機体は、全体の93%にチタン合金が使用されている。これは、通常航空機で使用されているアルミニウム合金では上記の温度で強度が低下してしまうからである。当時はチタン加工については未成熟な段階だったため手探り状態での開発であり、当初、部品の歩留まりは10%程度だったとも言われている。
SR-71以前の航空機で、チタン合金の使用は、排気口のフェアリング、補強や冷却のためのパーツ、高温部分の成型品などのごく一部の使用に留まっており、SR-71以降は繊維強化プラスチックなど複合材料や新素材の使用が増加したため、チタン合金使用率はSR-71が群を抜いたものとなっている。さらに、高温下での熱膨張を考慮し、機体外装パネルにわずかな隙間を意図的に空ける設計としている。
そのため、地上で機体温度が常温にある間は、パネルの隙間から燃料が染み出すため、床には受け皿が置かれた。復活配備の際には技術者はこの燃料漏れ対策に苦心したとも言われる。こうした高熱対策は機体構造だけでなく、タイヤにも必要で、耐熱性を持たせるためアルミニウム粉を混入した特殊なタイヤが使用されている。
SR-71の燃料も、こうした高温対策の一環として、通常のジェット燃料に比べ60℃という高い引火点を持つJP-7を使用する。そのため、始動時およびアフターバーナー点火時には点火剤としてトリエチルボラン (TEB/Et3B) 数十ccの噴射を行う。燃料はエンジンにて燃焼させる前にまず機体を冷却させるために循環し、その後熱交換により高温になった燃料がエンジンに送り込まれる。オイルに至っては、常温では固体となってしまう製品を使用している。そのため飛行には最短でも24時間前から準備をしなければならなかった。

### エンジン

SR-71のエンジンの動作

プラット・アンド・ホイットニーJ58が2基搭載された。エンジンの前後およびエンジンの途中には、複数のバイパス扉が設置されており、飛行中の速度によってそれらの開閉は制御されている。またエンジンシステムの最前部に装備されたスパイクコーンも電子制御で前後に駆動され、スパイクコーン先端で発生する衝撃波によって、効率よく空気の圧縮がなされるように調節される。
マッハ3.2の飛行中であってもエンジン燃焼部で発生する推力は全体の10%に過ぎず、音速を超えた飛行時の推力の大半はアフターバーナーで発生している。ターボファンエンジンにおいてこのような現象が発生することは珍しいことではないが、中でもバイパス比が高いことが特徴である。

なお、燃焼されずにバイパスされる気体は、9段ある圧縮機のうち4段を通過する。非燃焼気体は、圧縮機を完全に迂回するわけではないので、当エンジンはターボジェット統合型ラムジェットエンジンではないとされる。

### 高速性と操縦性
エンジン内空気流制御装置を制御するハネウェル・コンピューター・システムは定期的に最新のものに更新されており、特に1980年代後半のデジタル化による飛行状況のコンピューター制御機構との統合により、効率的で安全な飛行を実施できるようになったという。手動飛行時にも機体の揺れを補正するために8チャンネルの自動安定装置を働かせる。就役当時のアナログ制御では、スパイクコーンの制御の失敗による大きな衝撃の発生のために飛行が不安定になるだけでなく、フレームアウトを併発することもあった。フレームアウト後の再始動は可能であるものの、左右のエンジン間隔の広い本機では始動を終えて出力が安定するまで大きな当て舵を必要とした。
SR-71が高速を発揮できるのは、大気密度が低い高高度領域の話で、高度1万メートル以下では多くの戦闘機に及ばない。機体強度も弱く、バンク角度は45度が限界で（運用の性格上、その必要性もないが）背面飛行はできない。また飛行特性は神経質であり、乗員は特別な訓練を必要とした。危険な任務に従事してきたにもかかわらず1機も撃墜されたことがないが、上記のフレームアウトや操縦の困難さにより、着陸の失敗といった事故で多くの機体が失われている。

### ステルス性
SR-71はステルス性を高めるさまざまな試みがされている。放熱効果を高めるために採用された機体全体を覆う表面の黒い塗料にはフェライト系と言われる鉄粉が混ぜられ、機体表面は鋸状にされ、ブレンデッドウィングボディとダブルデルタを併用したのっぺりとした外見にもレーダー電波を乱反射させる（受け流してレーダーアンテナに返させない）効果がある。機首にはチャインと呼ばれる張り出しを設けて垂直尾翼は内側に傾斜させている。エンジン噴射煙のレーダー反射を抑えるために燃料にはセシウム化合物を含んだ添加剤A-50を配合している。当時としては画期的なステルス性能を持っており、沖縄から離陸したSR-71が那覇空港のレーダーシステムから一時的に消失することも確認されている。一方「電柱のようなミサイルが飛んでくるのが見えた」というパイロットによるレポートもあり（レーダー波はかわせるがヒトの眼からは逃げられない）、旧ソビエト領空を飛行中にも地上の地対空ミサイル施設から頻繁にレーダーロックされ実際に何度も対空ミサイルの迎撃を受けている。
以後、これらのステルス技術は、スカンクワークスによってF-117 (航空機)へと引き継がれる。

## 作戦任務における運用

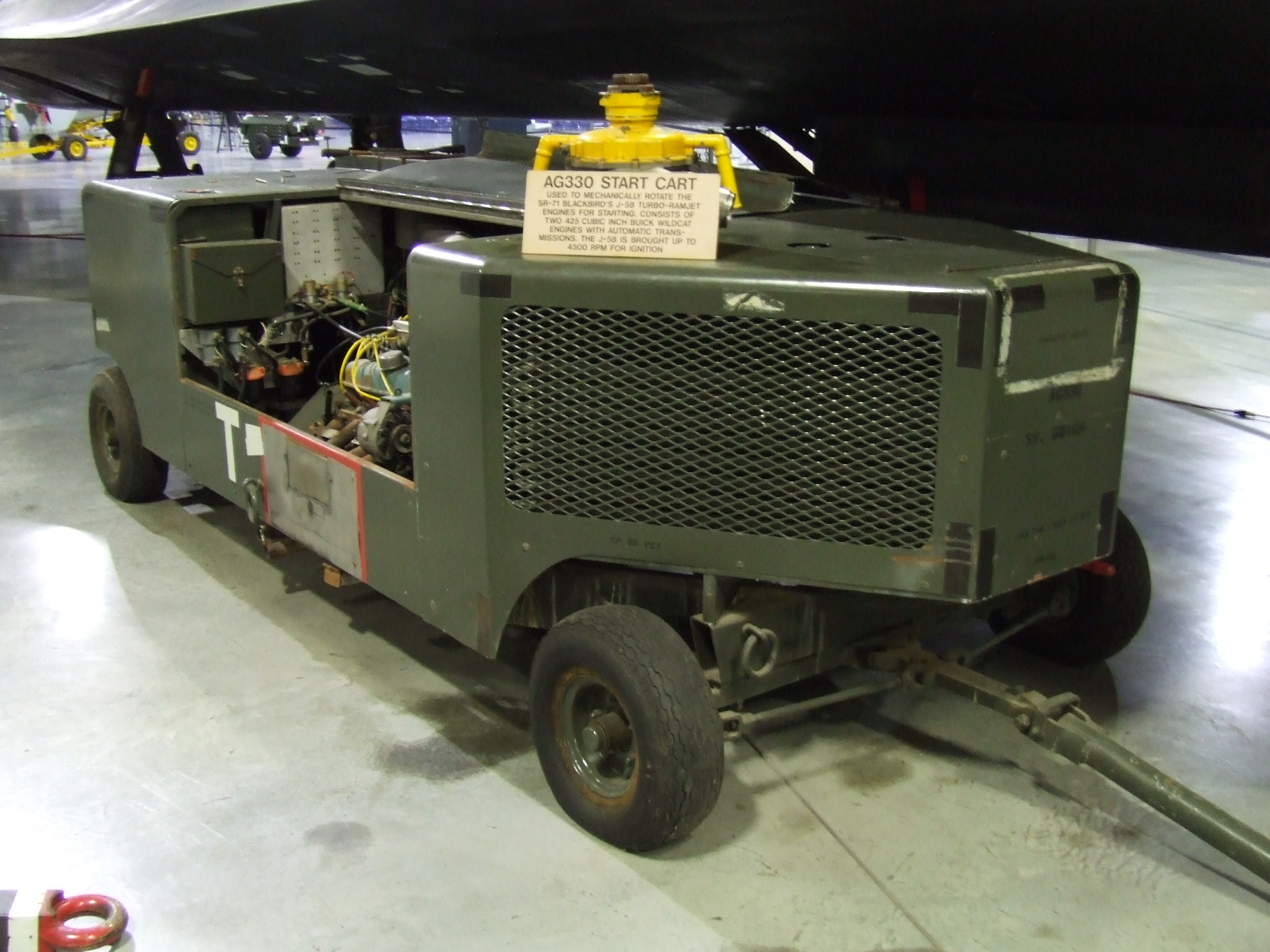
AG330 始動機

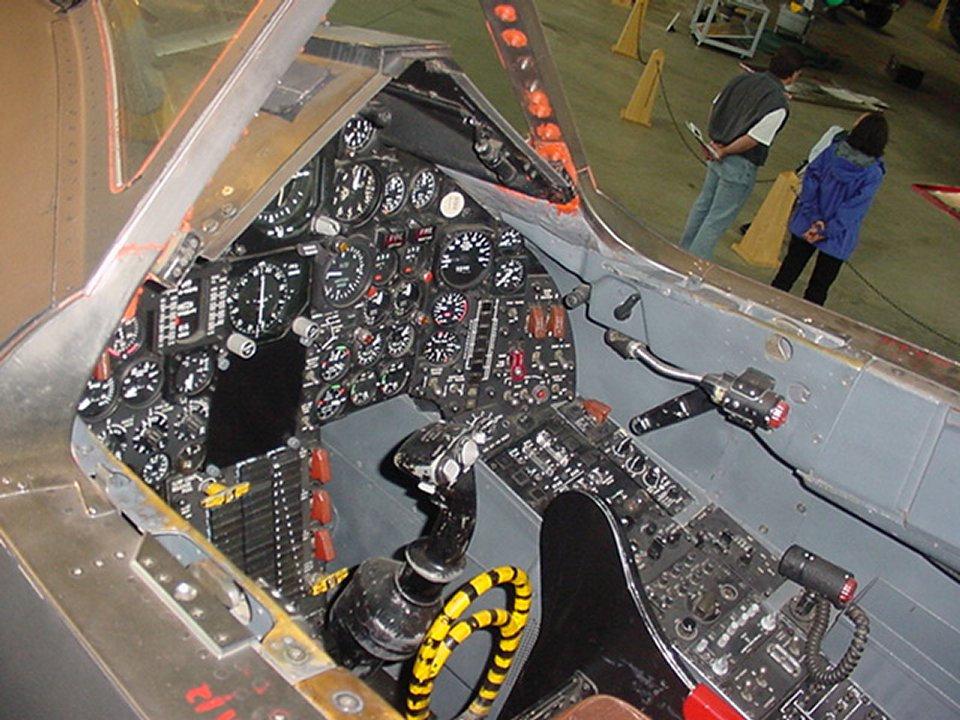
SR-71の前席コックピット

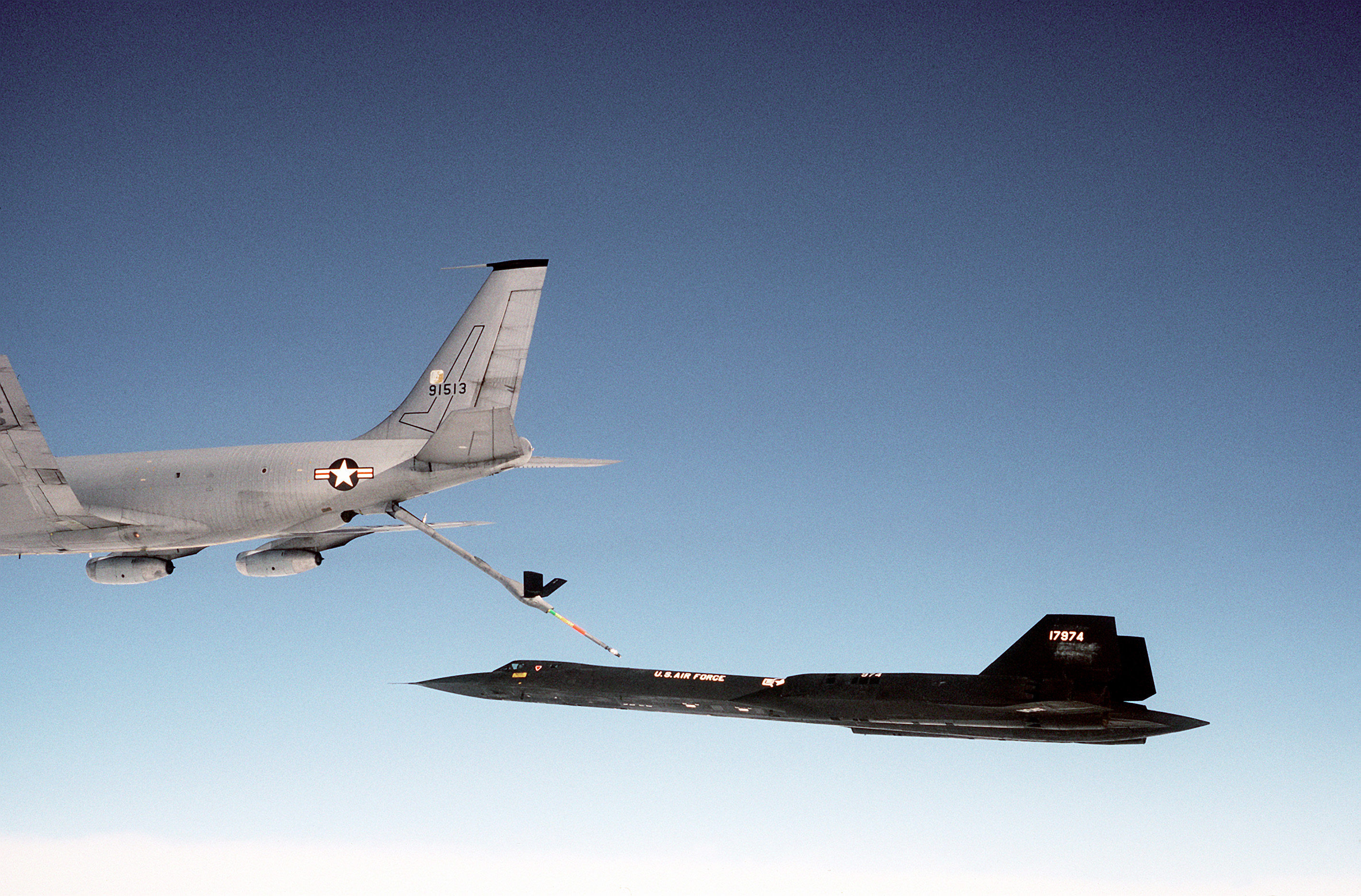
KC-135Qから空中給油を受けるSR-71

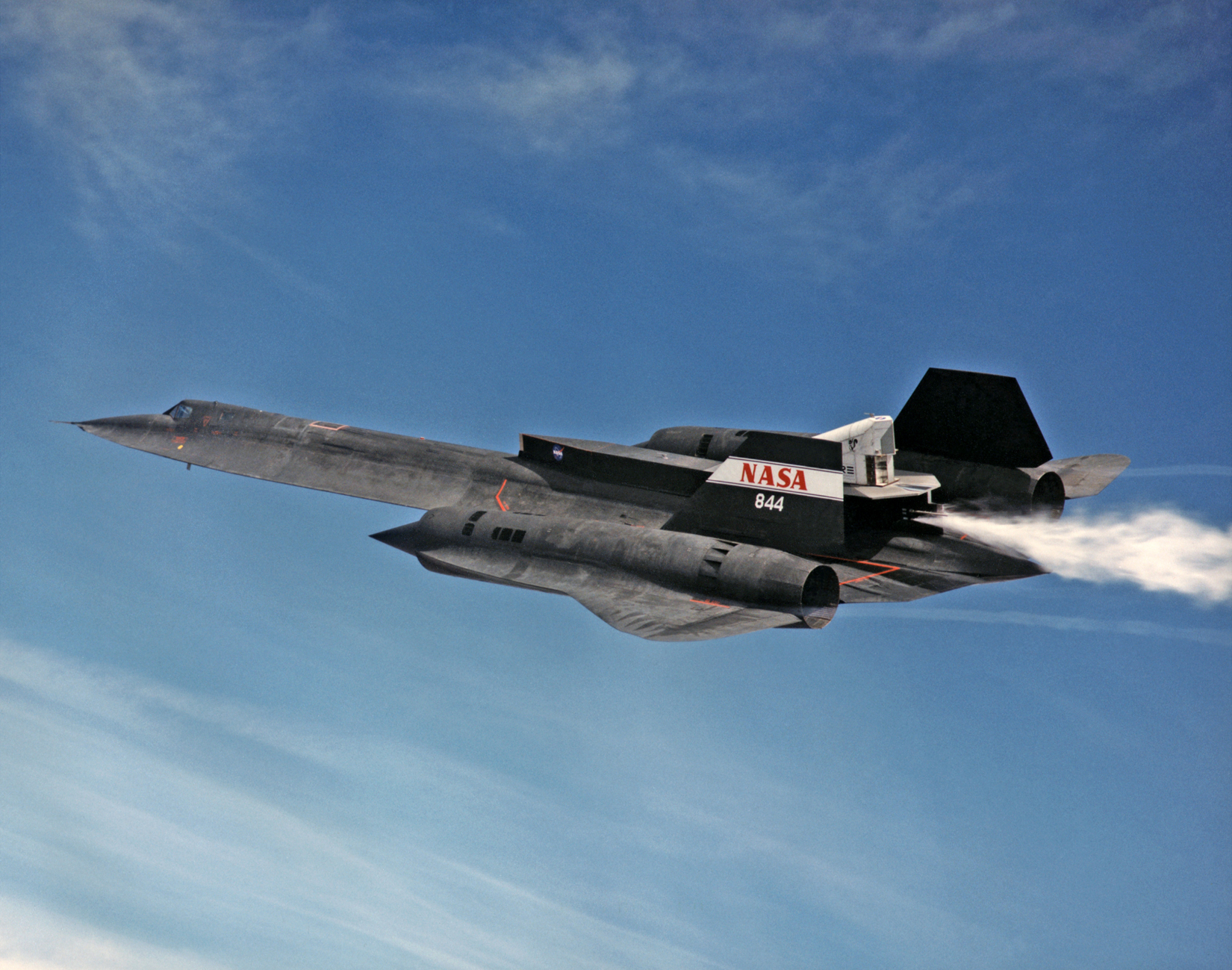
LASREの試験を行うNASAのSR-71

通常離陸の24時間前より準備が始められる。高い耐熱性を持った常温で固体のオイルを使用するため、エンジン始動には整備員の周到な準備を必要とする。
SR-71のエンジンは自力始動は出来ないため、機体下部のタービン駆動用シャフトにより外部から始動させる。通常の航空機に使われる起動車ではなく、ビュイック・ワイルドキャットなどに使われる7L V8エンジン2基で構成された始動機を搭載した『AG330 始動機』が用いられた。強大なエンジンを2基同時に起動するため凄まじい排気音が発生したが、これは地上クルーやパイロット達には好評であった。また『AG330 始動機』は自走できないため、牽引する車両も必要である。
燃料は通常の点火プラグでは着火しないため、エンジンを回転数3,200 rpm になるまで予回転させ、そこで燃料とトリエチルボランを噴射して着火するという手順が必要になる。このため回転数の監視員も必要であった。点火時にはTEBの燃焼にともない特徴的な緑色の炎がでる。
コクピットは与圧されていたが、高高度の飛行には不十分であり、またシート射出時の乗員保護のために乗員は高度与圧服を使用していた。このスーツはNASAの宇宙服に似た構造で着用には他人の介助が必要だった。機体に搭乗後シートベルトを締めるのにも介助者が必要である。与圧服が損傷等で急減圧が起こると、体外の空気の減圧により気泡が生じて、血液の流れが阻害される「空気塞栓」という症状に陥ることがある。この症状の予防のために、着用後は搭乗前まで充分な時間を掛けて100%の純酸素を呼吸し、血液中の窒素を追い出す必要がある。排泄物はオムツを着用して対応する。与圧服は高高度を飛行する作戦任務用であり、基地間の移動など高高度ではない飛行任務のときには通常の飛行装備でも運用された。
上述のように高温対策のために設計された機体は、地上で「冷えて」いるときにはシールに生じた隙間から燃料が漏出するが、JP-7の引火点は高いのでマッチを落としても引火することは無い。とはいえ燃料をあらかじめ搭載するとどんどん漏れてしまうので、安全の為に離陸に必要な分だけを搭載する。離陸後高度3,000メートル付近で専用の給油機により空中給油を行う。給油終了後、アフターバーナーに点火して高度1万メートル付近に急上昇し、ここで重力を利用した降下によってマッハ1を超えた後に偵察飛行の任務につく。任務上、アクティブレーダーは使用せず、天測航法（昼間でも上空20,000mでは星を観測できる）を併用した全自動慣性航法・完全計器飛行・有視界飛行を使用する。また作戦中はトランスポンダーを停止して味方のレーダーシステムからも姿を消すようにしている。偵察任務で常用するマッハ3（秒速1km）の速度域での最小旋回半径は100km以上にも達するので、目標上空の再航過は実用上不可能である。超音速飛行中は断熱圧縮による熱で機体が加熱されて外板が熱膨張し、隙間がふさがって燃料は漏れなくなる。
帰投して基地に着陸する前に基地の周囲を低速で旋回することが多いが、これは着陸後の機体整備を容易にするために機体を冷却する措置である。低速安定性の低い機体形状からか着地スピードは高く、接地後にドラグシュートを使用して減速する。
最初の配備は1968年3月21日、沖縄の嘉手納基地である。配備されたのはシリアル番号61-7976の機体でその後 NMUSAF（The National Museum of the United States Air Force）に展示されている。嘉手納基地から、SR-71は北ベトナム、ラオスなどに対しての偵察ミッションを週1-2回の割合で実施した。最も頻繁に運用されたのは1972年で、ほぼ連日運用された。1990年代にも3551回もの偵察作戦に従事している。
しかし、機体の特殊性ゆえの運用コスト高や偵察衛星の進歩により、アメリカ議会でその高コストは軍事費削減の格好のターゲットになった。1990年1月には嘉手納基地から姿を消した。一部の機体は研究目的でNASAにも供与され、再使用型宇宙往還機LASREの実験などに使用され運用停止や復活を経たのちに、1998年に正式に退役した。1999年10月9日最後の記念飛行が行われた。

## 派生型

### A-12の派生型

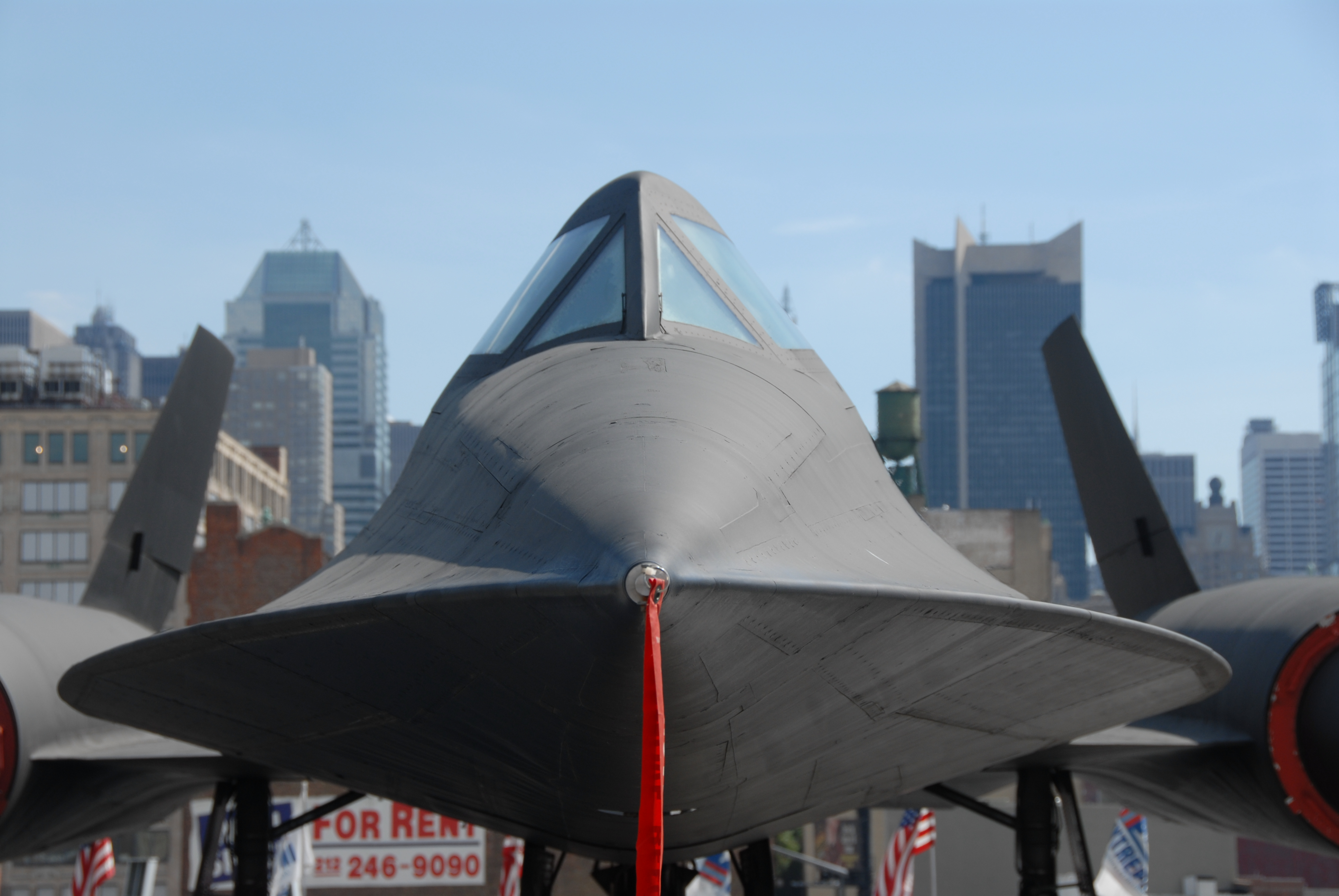
A-12の前面
（ピトー管への昆虫の侵入などの異物誤入防護カバーが掛けられていることを注意するサインが下がっている状態。）

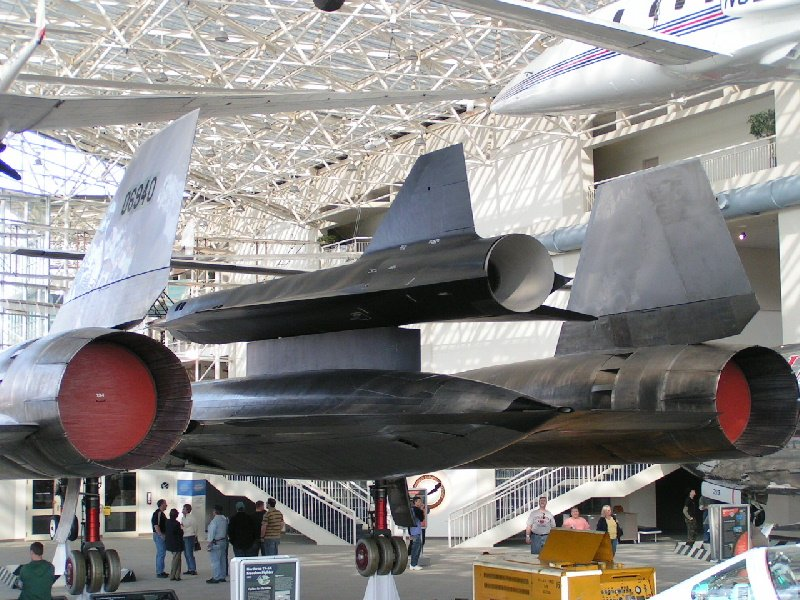
M-21の上に載るD-21

A-12は極秘で設計製造されたCIAの偵察機。SR-71の基礎となった機体で、乗員は1名。
A-12B
A-12の練習機。複座。
B-12
A-12の爆撃機。不採用。
RB-12
A-12の偵察爆撃機。不採用。
AF-12
長距離迎撃戦闘機型。 YF-12A に改称。
YF-12A
A-11とも呼ばれる。空対空ミサイルを搭載。複座。

YF-12B
YF-12Aの量産型。不採用。
YF-12C
NASAに貸与されたSR-71A (機体番号64-17951) に与えられた名称。空軍制式名ではない。
M-21
無人偵察機D-21の母機として設計。複座。

### SR-71の派生型
R-12
A-12の偵察型。製造されなかったがこれがSR-71に発展。
SR-71A
29機製造。
SR-71A/BT
SR-71A (機体番号64-17959) のテイルコーンを2.44m延長したテスト機。BTはビッグテイルの略。
SR-71B
SR-71Aを改造した複座型練習機。2機製造。
SR-71C
複座型練習機。1機のみ製造（機体番号64-17981）。事故を起こしたYF-12Aの後部（機体番号60-6934）とSR-71Aの地上静態試験用機体の前部とを組み合わせたもの。改造時、ピトー管、ヨーセンサーを追加したが、試験飛行では直線飛行でも絶えず横滑り信号が出た。ピトー管が斜めに取り付けられた事が原因で、修正後はB型と同等の機動特性となった。
B-71
SR-71の爆撃機型。不採用。

## 仕様(SR-71A)
- 全長：32.73m
- 全幅：16.94m
- 全高：5.63m
- 最高速度：3,529.56km/h（マッハ3.3）
  - 1976年7月28日に記録（実用機における世界速度記録）。コクピット窓ガラスの強度による限界速度が最高速度となっている。一般に超音速ジェット機では、エンジンのパワーの限界ではなく機体が耐えられる限度が最高速度というのは、特に珍しいことではない[7][要ページ番号]。
- 巡航速度：マッハ3.2+（フルアフターバーナー）
- 巡航高度：25,000m+ (84,000ft)
- エンジン：P&W社製 J-58（JT11D-20B）×2基
- 推力：10,433kg（M3.2巡航アフターバーナー使用時14,742kg+）×2
- 空虚重量：29,484kg
- 最大離陸重量：52,250kg
- 推定総重量：63.5t+
- 乗員：2名
- 武装：なし

## 派生語
- 「スーパーブラックバード」とは、本田技研工業の大型自動二輪車の1つである「CBR1100XX」のペットネーム。SR-71にちなんで名づけられた。詳細はホンダ・CBR1100XXスーパーブラックバードを参照。
- ロックバンド「SR-71」

## SR-72
SR-71はロッキードマーチン社のスカンクワークスが開発したが、同じ部門で2013年現在、SR-72と呼ばれるマッハ6で飛行できる極超音速機の開発が行われている。この機体は2030年までには運用可能となる構想。

## 書目
- "A Bittersweet and Fancy Flight." Philadelphia Inquirer, 7 March 1990, p. 1.
- Crickmore, Paul F. "Blackbirds in the Cold War". Air International, January 2009, pp. 30–38. Stamford, UK: Key Publishing.
- Crickmore, Paul F. "Lockheed's Blackbirds – A-12, YF-12 and SR-71A". Wings of Fame, Volume 8, 1997, pp. 30–93. London: Aerospace Publishing. ISBN 1-86184-008-X.
- Donald, David, ed. "Lockheed's Blackbirds: A-12, YF-12 and SR-71". Black Jets. AIRtime, 2003. ISBN 1-880588-67-6.
- Goodall, James. Lockheed's SR-71 "Blackbird" Family. Hinckley, UK: Aerofax/Midland Publishing, 2003. ISBN 1-85780-138-5.
- Graham, Richard H. SR-71 Blackbird: Stories, Tales, and Legends. North Branch, Minnesota: Zenith Imprint, 2002. ISBN 0-7603-1142-0.
- Graham, Richard H. SR-71 Revealed: The Inside Story. St. Paul, Minnesota: MBI Publishing Company, 1996. ISBN 978-0-7603-0122-7.
- Graham, Richard H. SR-71: The Complete Illustrated History of the Blackbird, The World's Highest, Fastest Plane 2013. ISBN 978-0760343272.
- Jenkins, Dennis R. Lockheed Secret Projects: Inside the Skunk Works. St. Paul, Minnesota: MBI Publishing Company, 2001. ISBN 978-0-7603-0914-8.
- Johnson, C.L. Kelly: More Than My Share of it All. Washington, DC: Smithsonian Books, 1985. ISBN 0-87474-491-1.
- Landis, Tony R. and Dennis R. Jenkins. Lockheed Blackbirds. Minneapolis, Minnesota: Specialty Press, revised edition, 2005. ISBN 1-58007-086-8.
- McIninch, Thomas. "The Oxcart Story". Center for the Study of Intelligence, Central Intelligence Agency, 2 July 1996. Retrieved: 10 April 2009.
- Merlin, Peter W. From Archangel to Senior Crown: Design and Development of the Blackbird., Reston, Virginia: American Institute of Aeronautics and Astronautics (AIAA), 2008. ISBN 978-1-56347-933-5.
- Merlin, Peter W. "The Truth is Out There... SR-71 Serials and Designations". Air Enthusiast, No. 118, July/August 2005. Stamford, UK: Key Publishing, pp. 2–6. ISSN 0143-5450.
- Pace, Steve. Lockheed SR-71 Blackbird. Swindon, UK: Crowood Press, 2004. ISBN 1-86126-697-9.
- Remak, Jeannette and Joe Ventolo Jr. A-12 Blackbird Declassified. St. Paul, Minnesota: MBI Publishing Company, 2001. ISBN 0-7603-1000-9.
- Rich, Ben R. and Leo Janos. Skunk Works: A Personal Memoir of My Years at Lockheed. New York: Little, Brown and Company, 1994. ISBN 0-316-74330-5.
- Shul, Brian and Sheila Kathleen O'Grady. Sled Driver: Flying the World's Fastest Jet. Marysville, California: Gallery One, 1994. ISBN 0-929823-08-7.
- Shul, Brian and Walter Watson Jr. The Untouchables. Chico, California: Mach 1, Inc. 1993. ISBN 0-929823-12-5.
- Suhler, Paul A. From RAINBOW to GUSTO: Stealth and the Design of the Lockheed Blackbird (Library of Flight Series) . Reston, Virginia: American Institute of Aeronautics and Astronautics (AIAA), 2009. ISBN 978-1-60086-712-5.

追加情報
- Brandt, Steven A., Randall J. Stiles and John J. Bertin. Introduction to Aeronautics: A Design Perspective. Reston, Virginia: American Institute of Aeronautics & Astronautics, 2004, pp. 141–150. ISBN 1-56347-701-7.
- Brown, Kevin V. "America's SuperSecret Spy Plane." Popular Mechanics, June 1968, pp. 59–62, 190.
- Clarkson, Jeremy. I Know You Got Soul. London: Penguin Books Limited, 2006. ISBN 0-14-102292-2.
- Crickmore, Paul F. Lockheed Blackbird: Beyond the Secret Missions. Oxford, UK: Osprey Publishing, 2004. ISBN 1-84176-694-1.
- Crickmore, Paul and Jim Laurier. Lockheed SR-71 Operations in the Far East. Oxford, UK: Osprey Publishing, 2008. ISBN 1-84603-319-5.
- Darwall, Bjarne. Luftens Dirigenter (Air Conductors) (in Swedish). Nässjö, Sweden: Air Historic Research AB, 2004. ISBN 91-973892-6-9.
- Goodall, James and Jay Miller. "Lockheed's SR-71 'Blackbird' Family A-12, F-12, M-21, D-21, SR-71". Hinckley, UK: AeroFax-Midland Publishing, 2002. ISBN 1-85780-138-5.
- Grant, R.G. Flight: 100 Years of Aviation. New York: DK Publishing, 2007. ISBN 978-0-7566-1902-2.
- Hobson, Chris. Vietnam Air Losses, USAF, USN, USMC, Fixed-Wing Aircraft Losses in Southeast Asia 1961–1973. North Branch, Minnesota: Specialty Press, 2001. ISBN 1-85780-115-6.
- Merlin, Peter W. Design and Development of the Blackbird: Challenges and Lessons Learned. Orlando, Florida: American Institute of Aeronautics and Astronautics (AIAA), 2009. AIAA 2009-1522.
- Merlin, Peter W. Mach 3+: NASA USAF YF-12 Flight Research 1969–1979. Washington, D.C.: Diane Publishing Co., NASA History Division Office, 2002. ISBN 1-4289-9458-0.
- Pappas, Terry. "The Blackbird is Back." Popular Mechanics, June 1991, pp. 27–31, 104–105.
- Sr-71 Blackbird Pilot's Flight Manual.
- Reithmaier, Lawrence W. Mach 1 and Beyond. New York: McGraw-Hill, 1994, pp. 220–237. ISBN 0-07-052021-6.